# Charta von Florenz (Charta der historischen Gärten)
Die Charta von Florenz, auch Charta der historischen Gärten genannt (französisch Jardins Historiques – La Charte de Florence; englisch Historic Gardens – The Florence Charter, The Florence Charter about Historic Gardens) ist eine internationale Übereinkunft von Denkmalpflegern. Sie wurde ursprünglich auf Französisch verfasst und später ins Englische und Deutsche übersetzt. Das Papier legt Grundsätze und Vorgehensweisen bei der Konservierung und Restaurierung von Gartendenkmalen fest und gilt als international anerkannte Richtlinie in der Gartendenkmalpflege.
Die Charta von Florenz wurde vom Internationalen Wissenschaftlichen Komitee für Historische Gärten und Kulturlandschaften ICOMOS-IFLA 1981 in Florenz erstellt, um im Rahmen der Denkmalpflege den spezifischen Eigenheiten von Gartenanlagen im Unterschied zu rein baulichen Anlagen Rechnung zu tragen. Die Charta von Florenz ist daher eine Ergänzung der Regelungen in der Charta von Venedig.